# Gerry Geran

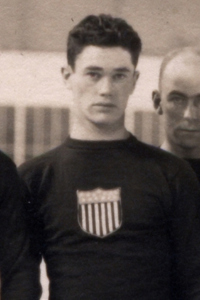
Geran under de Olympiska spelen 1920.

George Pierce "Gerry" Geran, född 3 augusti 1896 i Holyoke, Massachusetts, död 8 september 1981 i Brooklyn, New York var en amerikansk ishockeyspelare. Han blev olympisk silvermedaljör i Antwerpen 1920.

## Meriter
- OS-silver 1920